# Партія революційної дії
Партія революційної дії (ісп. Partido Acción Revolucionaria, PAR) — ліва політична партія Гватемали.

## Історія
Партію було засновано у листопаді 1945 року шляхом злиття двох партій: Національної реноваційної (PRN) та Народного незалежного фронту (FPL). Лідерами партії були Хосе Мануель Фортуні, Віктор Мануель Гутьєррес та Августо Карнауд Макдональд.
PAR позиціонувалась як урядова, проте скоріше вона була коаліційною. На виборах 1951 партія висунула кандидатом на пост президента Хакобо Арбенса Гусмана, який в результаті і став главою держави.
Партію було розформовано після державного перевороту 1954 року.